# Myotis bechsteinii
El murciélago ratonero forestal (Myotis bechsteinii), cuyo nombre científico es en honor al naturalista Bechstein, es una especie de murciélago perteneciente a la familia Vespertilionidae.

## Descripción
Tamaño mediano (O: 23,0-26,0 mm;Ps: 7,0-14,0 g.). Orejas anchas y largas, mayores que en otros murciélagos del género Myotis, separadas en la base al contrario que en Plecotus, con nueve pliegues transversales en el borde externo y trago largo en forma de lanceta.
Pelaje largo, dorso pardo oscuro y vientre gris claro. Crías de color gris claro. Espolón recto de longitud entre un tercio y la mitad de la del uropatagio. Última vértebra caudal, libre. El plagiopatagio comienza en la base de los dedos. Fórmula dentaria: 2.1.3.3/3.1.3.3.

## Distribución
Puede encontrarse en los siguientes países: Austria, Armenia, Bélgica, Bielorrusia, Bosnia-Herzegovina, Bulgaria, Croacia, República Checa, Francia, Georgia, Alemania, Hungría, Irán, Italia, Liechtenstein, Macedonia del Norte, Moldavia, Montenegro, Países Bajos, Polonia, Portugal, Rumania, Rusia, Serbia, Eslovaquia, Eslovenia, España, Suecia, Suiza, Turquía, Ucrania, y el Reino Unido.

### España
El murciélago ratonero forestal es una especie rara en España aunque se conocen citas por gran parte de la península.

#### Andalucía
La distribución andaluza de la especie se centra en cuatro núcleos poblacionales independientes, distantes y muy diferentes entre sí. Por su parte, según la distribución andaluza del murciélago de bosque (Barbastella barbastellus) se centra en dos núcleos poblacionales que por su cercanía podrían estar interrelacionados. Estos núcleos se corresponden con las Sierras de Cazorla, Segura, Las Villas, Castril y Huéscar, donde la distribución se puede considerar continua, y la Sierra de Baza. Para el área de Cazorla, la especie se puede considerar inusualmente constante y frecuente en comparación al resto de su distribución peninsular.

## Hábitat
Los murciélagos ratoneros forestales habitan en bosques apropiados para su desarrollo, los cuales deben comprender al menos veinticinco hectáreas. Muy pocas ocasiones pueden ser vistos fuera de estos bosques. 
La distribución de este murciélago en el Reino Unido ha sido analizada por la National Biodiversity Network (Red de Biodiversidad Nacional).
Frecuentemente anidan en troncos huecos o en agujeros producidos por los pájaros carpinteros, en robles y en fresnos, los cuales parecen ser los más comunes. 
Sus refugios de día y de cría son fundamentalmente árboles de bosques maduros lo que implica pies de elevado porte y con pies muertos o añosos. Así pues, para estas especies se pone de manifiesto la importancia en la península ibérica de arbolados como robledales ibéricos de Quercus faginea y Quercus canariensis, y pinares (sud-)mediterráneos de pinos negros endémicos, ambos contemplados como prioridades de conservación y destacados como hábitats especialmente vulnerables al cambio climático, lo que puede comprometer la conservación de estas especies de quirópteros a medio y largo plazo.

## Protección
Este animal está protegido bajo la Directiva de Hábitats de Europa. En el Reino Unido su rareza provocó que los bosques que albergan a la especie fuesen considerados para pasar a ser sitios de interés científico especial y podrían obtener una beca de parte de Natural England para garantizar la protección. 

## Ecolocación
Las frecuencias utilizadas por esta especie de murciélagos varían entre 35-108 kHz. Sus llamadas ecolocalizadoras alcanzan su máximo de energía en 61 kHz y tienen una duración promedio de 3,3 ms.